# Temporada 2019 del Súper Campeonato de España de Rally
La temporada 2019 fue la 1.ª edición del Súper Campeonato de España de Rally. El calendario constó de ocho pruebas, cuatro sobre asfalto y cuatro sobre tierra. En esta primera temporada se celebraron el campeonato de pilotos, copilotos, marcas y el trofeo para vehículos de dos ruedas motrices para pilotos, copilotos y júnior. Obtuvieron puntos los quince primeros clasificados de cada rally y para la clasificación final se tuvieron en cuenta los tres mejores resultados obtenidos en rallyes sobre asfalto y los tres mejores sobre tierra.

## Calendario
| N.º | Fecha               | Prueba                                     | Superficie | Resultados | Series     |
| --- | ------------------- | ------------------------------------------ | ---------- | ---------- | ---------- |
| 1   | 8-9 de marzo        | 8.º Rallye Tierras Altas de Lorca          | Tierra     | Resultados | CERT       |
| 2   | 3-4 de mayo         | 43.º Rally Islas Canarias                  | Asfalto    | Resultados | CERA, ERC, |
| 3   | 24-25 de mayo       | 6.º Rally Terra da Auga - Comarca de Arzúa | Tierra     | Resultados | CERT       |
| 4   | 7-8 de junio        | 52.º Rally de Ourense                      | Asfalto    | Resultados | CERA       |
| 5   | 28-29 de junio      | 3.º Rallye de Tierra Ciudad de Astorga     | Tierra     | Resultados | CERT       |
| 6   | 13-14 de septiembre | 56.º Rally Princesa de Asturias            | Asfalto    | Resultados | CERA       |
| 7   | 18-19 de octubre    | 6.º Rallye de Tierra Ciudad de Granada     | Tierra     | Resultados | CERT       |
| 8   | 22–23 de noviembre  | 10.º Rally Comunidad de Madrid             | Asfalto    | Resultados | CERA       |

## Reglamento

### Puntuación
| Posición | 1  | 2  | 3  | 4  | 5  | 6  | 7 | 8 | 9 | 10 | 11 | 12 | 13 | 14 | 15 |
| -------- | -- | -- | -- | -- | -- | -- | - | - | - | -- | -- | -- | -- | -- | -- |
| Puntos   | 20 | 18 | 16 | 14 | 12 | 10 | 9 | 8 | 7 | 6  | 5  | 4  | 3  | 2  | 1  |

### Vehículos admitidos
- Categoría 1: R5, Super 2000 (1.6 CC) o RRC, Super 2000 (2.0 cc) atmosféricos, R-GT, R4, R4 Kit, Nacional 5 (N5).
- Categoría 2: grupo N, R3T, R3, grupo A (-1600 cc) turboalimentado, grupo A (entre 1600 y 2000) atmosférico.
- Categoría 3: R3D, R2, grupo A (-1600 cc) atmosféricos.
- Categoría 4: R1, grupo N (tracción delantera y anterior al año 2010), Nacional 3 (N3).

### Premios
| Posición | Premio   |
| -------- | -------- |
| 1º       | 20.000 € |
| 2º       | 15.000 € |
| 3º       | 10.000 € |
| 4º       | 5.000 €  |
| 5º       | 2.500 €  |

| Posición | Premio   |
| -------- | -------- |
| 1º       | 15.000 € |
| 2º       | 10.000 € |
| 3º       | 5.000 €  |

## Equipos
| Equipo                     | Automóvil              | Piloto                          | Copiloto                  | Rondas            |
| Equipos oficiales          | Equipos oficiales      | Equipos oficiales               | Equipos oficiales         | Equipos oficiales |
| -------------------------- | ---------------------- | ------------------------------- | ------------------------- | ----------------- |
| Citroën Rally Team         | Citroën C3 R5          | Pepe López                      | Borja Rozada              | 1-6, 8            |
| Citroën Rally Team         | Citroën C3 R5          | Jesús Puras                     | Juan Carlos Dorado        | 6                 |
| Renault Sport España       | Renault Clio N5        | Fran Cima                       | Juan Luis García          | 1-3, 5, 8         |
| Renault Sport España       | Renault Clio N5        | Fran Cima                       | Alex Cid                  | 4                 |
| Renault Sport España       | Renault Clio N5        | Fran Cima                       | Diego Sanjuan             | 6                 |
| Hyundai Motor España       | Hyundai i20 R5         | Surhayen Pernía                 | Alba Sánchez González     | 2, 4-6, 8         |
| Hyundai Motor España       | Hyundai i20 R5         | Francisco Antonio López Pacheco | Borja Odriozola           | 4                 |
| Suzuki Motor Ibérica       | Suzuki Swift Sport R+  | Javier Pardo Siota              | Adrián Pérez Fernández    | 4, 6              |
| Equipos privados           |                        |                                 |                           |                   |
| ACSM Rallye Team           | Škoda Fabia R5         | Xavi Pons                       | Rodrigo Sanjuan           | 1-5, 7-8          |
| Escudería Ourense          | Škoda Fabia R5         | Javier Pardo Siota              | Adrián Pérez Fernández    | 1, 3, 5, 7-8      |
| Moto Club Igualada         | Škoda Fabia R5         | Josep Basols                    | Xavier Amigò              | 1                 |
| Alexander Villanueva       | Škoda Fabia R5         | Alexander Villanueva            | Óscar Sánchez             | 1                 |
| Baporo Motorsport          | Škoda Fabia R5         | Eduard Pons                     | Alberto Chamorro          | 1                 |
| Gustavo Sosa               | Škoda Fabia R5         | Gustavo Sosa                    | López Fernández Alejandro | 1                 |
| C.D. Fuertwagen Motorsport | Citroën C3 R5          | Gustavo Sosa                    | López Fernández Alejandro | 2                 |
| C.D. Fuertwagen Motorsport | Citroën C3 R5          | Emma Falcón                     | Eduardo González Delgado  | 2, 4, 6           |
| C.D. Fuertwagen Motorsport | Citroën C3 N5          | Emma Falcón                     | Eduardo González Delgado  | 3, 5              |
| C.D. Fuertwagen Motorsport | Hyundai i20 R5         | Yeray Lemes                     | Ariday Bonilla            | 1-5               |
| C.D. Fuertwagen Motorsport | Citroën DS3 N5         | Juan Carlos Quintana            | Yeray Mújica              | 3                 |
| C.D. Fuertwagen Motorsport | Citroën DS3 N5         | Juan Carlos Quintana            | Rogelio Peñate            | 1, 4-6            |
| C.D. Fuertwagen Motorsport | Peugeot 208 N5         | Juan Carlos Quintana            | Rogelio Peñate            | 2                 |
| RMC Motorsport             | Ford Fiesta RS WRC     | Daniel Alonso                   | Cándido Carrera           | 1                 |
| Escudería Lagun Artea      | Ford Fiesta R5         | Gorka Eizmendi                  | Diego Sanjuan             | 1                 |
| Motor Club Sabadell        | Citroën DS3 R5         | Eduard Forés                    | David Uson                | 1                 |
| Motor Club Sabadell        | Citroën DS3 R5         | Xavi Domenech                   | Dani Muntadas             | 1                 |
| Escudería Rías Baixas      | Citroën DS3 R5         | Juan Pablo Castro               | Juan José Leal            | 1                 |
| Escudería 1000 Lagos       | Ford Fiesta N5         | Daniel Marbán                   | Víctor M. Ferrero         | 1                 |
| Teo Martín Motorsport      | Volkswagen Polo GTI R5 | Daniel Marbán                   | Víctor M. Ferrero         | 2                 |
| Teo Martín Motorsport      | Renault Clio N5        | Daniel Marbán                   | Víctor M. Ferrero         | 3                 |
| Teo Martín Motorsport      | Ford Fiesta N5         | Daniel Marbán                   | Víctor M. Ferrero         | 4                 |
| Blendio                    | Ford Fiesta N5         | Alfredo Tamés                   | Ramón Suárez              | 1, 3-4, 6, 8      |
| Blendio                    | Ford Fiesta N5         | Alfredo Tamés                   | Borja Teja Montes         | 5                 |
| RMC Motorsport             | Renault Clio N5        | Alfredo De Dominicis            | Marco Vozzo               | 1                 |
| Dedo                       | Renault Clio N5        | Alfredo De Dominicis            | Maurizio Barone           | 2-6               |

## Clasificación

### Campeonato de pilotos

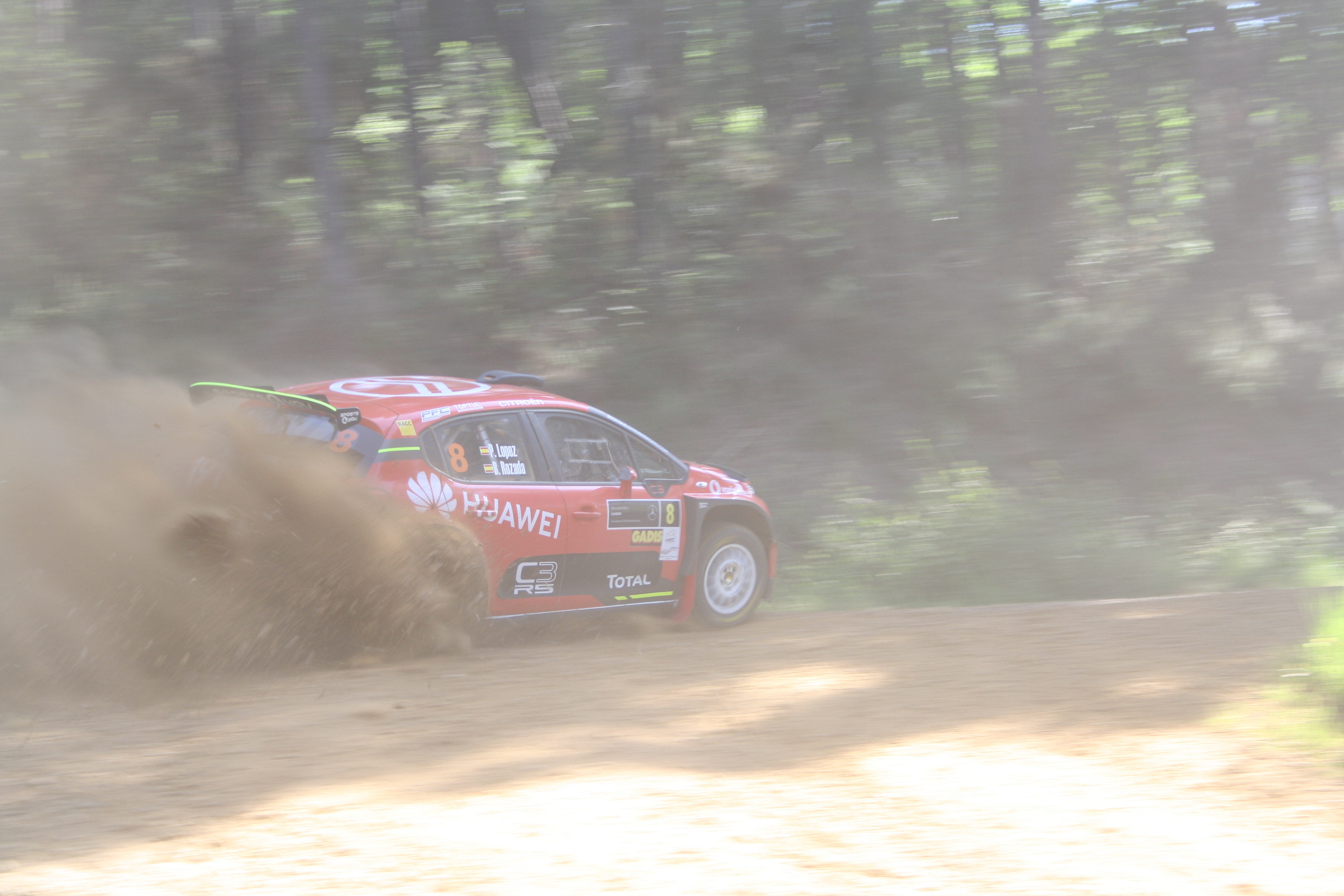
Pepe López primer clasificado del Súper Campeonato.

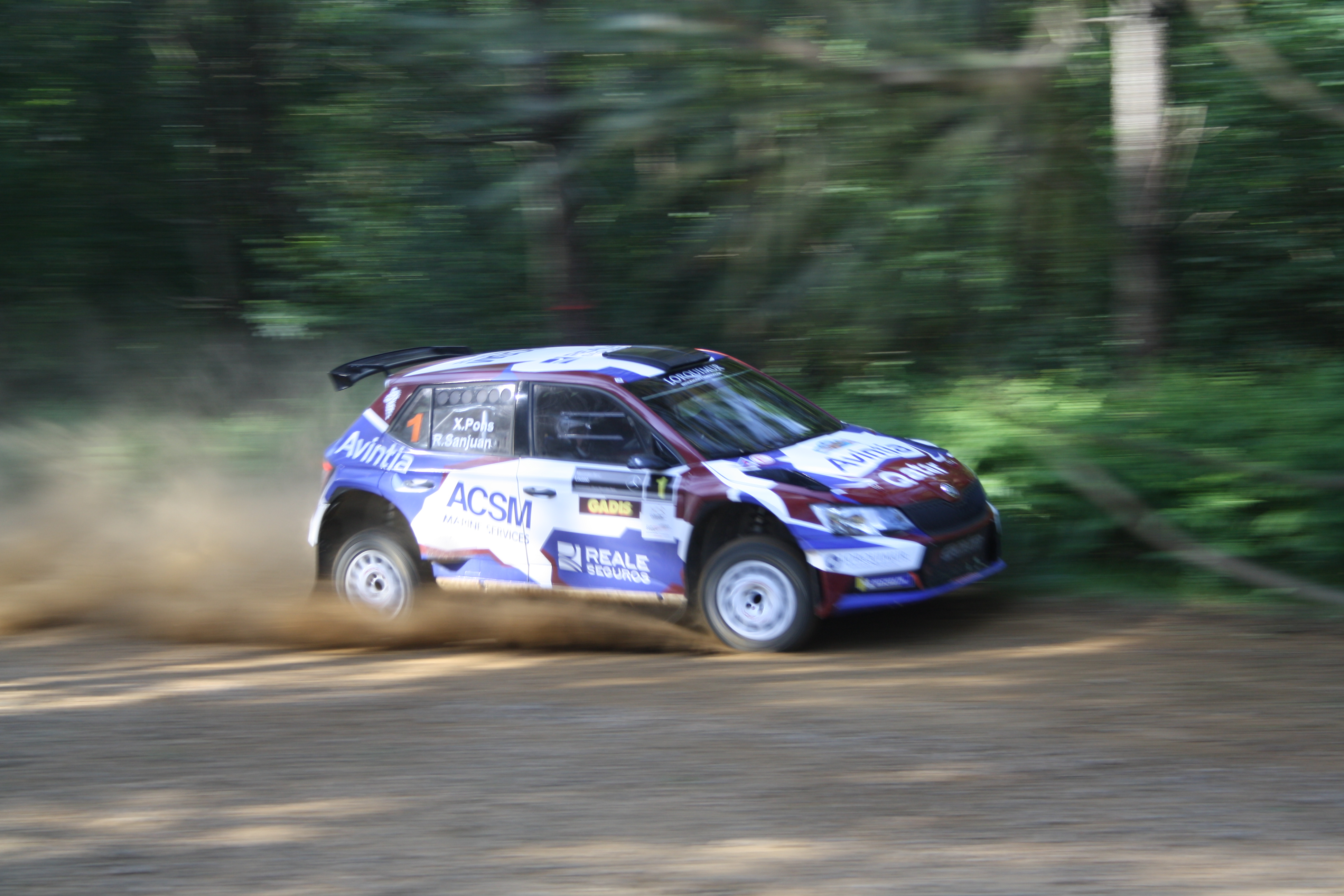
Xavi Pons segundo clasificado del Súper Campeonato.

- Total puntos netos, con resultados descontados. Para clasificarse debían participar en un mínimo del 50% de las pruebas celebradas.

| Pos.            | Piloto                     | LOR | CAN | AUG | OUR | AST | PDA | GRA | MAD | Puntos |
| --------------- | -------------------------- | --- | --- | --- | --- | --- | --- | --- | --- | ------ |
| 1.              | Pepe López                 | 3   | 1   | 2   | 1   | 2   | Ret |     | 1   | 112    |
| 2.              | Xavi Pons                  | 1   | 3   | 1   | Ret | 1   |     | 1   | 2   | 94     |
| 3.              | Surhayen Pernía            |     | 2   |     | 2   | 5   | 1   | 5   | 3   | 80     |
| 4.              | Javier Pardo Siota         | 2   |     | 3   | 3   | 3   | Ret | 2   | Ret | 68     |
| 5.              | Juan Carlos Quintana       | 5   | Ret | 6   | 7   | 7   | 4   | 7   | 6   | 68     |
| 6.              | Aldredo De Dominicis       | 8   | Ret | 4   | 6   | 9   | 2   | 12  | 7   | 67     |
| 7.              | Aldredo Tamés              | 10  |     | 10  | 4   | 6   | Ret | 6   | 5   | 60     |
| 8.              | Francisco Cima             | Ret | 5   | 5   | 5   | 14  |     | 8   | Ret | 46     |
| 9.              | Alexander Villanueva       | 4   |     |     |     | 4   |     | 3   |     | 44     |
| 10.             | Roberto Rozada             | 9   |     | 9   |     | 10  | Ret | 10  | 8   | 34     |
| 11.             | Édgar Vigo                 | Ret | Ret | 11  | 9   | Ret | 5   | 11  | Ret | 31     |
| 12.             | Yeray Lemes                | Ret | 4   | 8   | Ret | 8   |     |     |     | 30     |
| 13.             | Daniel Marbán              | 7   | Ret | 7   | Ret | Ret |     | 9   |     | 25     |
| 14.             | José Álvarez Celis         |     |     | 13  | 10  | 13  | 6   |     |     | 24     |
| 15.             | Emma Falcón                |     | 7   |     | Ret | 11  | Ret |     |     | 14     |
| No clasificados |                            |     |     |     |     |     |     |     |     |        |
|                 | Efrén Llarena              | 6   | 6   |     |     |     |     |     |     | 20     |
|                 | Gorka Eizmendi             |     |     |     |     | Ret |     | 4   |     | 14     |
|                 | Raúl Hernández Hernández   |     | 8   |     |     |     |     |     |     | 8      |
|                 | Francisco A. López Pacheco |     |     |     | 8   |     |     |     |     | 8      |
|                 | Celestino Iglesias Duarte  |     |     | 11  |     |     |     |     |     | 4      |
|                 | Celestino Iglesias Cores   | Ret |     | Ret |     | 12  |     |     |     | 4      |
|                 | Jesús Puras                |     |     |     |     |     | 3   |     |     |        |

### Campeonato de marcas
| Pos. | Marca   | Puntos |
| ---- | ------- | ------ |
| 1.   | Citroën | 203    |
| 2.   | Hyundai | 140    |
| 3.   | Ford    | 129    |
| 4.   | Renault | 126    |
| 5.   | Peugeot | 88     |

### Campeonato de copilotos
| Pos. | Copiloto        | Puntos |
| ---- | --------------- | ------ |
| 1.   | Borja Rozada    | 112    |
| 2.   | Rodrigo Sanjuan | 94     |
| 3.   | Alba Sánchez    | 80     |
| 4.   | Adrián Pérez    | 68     |
| 5.   | Rogelio Peñate  | 67     |
| 6.   | Ramón Suárez    | 50     |
| 7.   | Maurizio Barone | 49     |
| 8.   | Fátima Ameneiro | 31     |
| 9.   | Ariday Bonilla  | 30     |
| 10.  | José A. Pintor  | 30     |

### Trofeo de dos ruedas motrices 2RM

#### Pilotos
| Pos. | Piloto             | Puntos |
| ---- | ------------------ | ------ |
| 1.   | Édgar Vigo         | 80     |
| 2.   | José Álvarez Celis | 72     |

#### Copilotos
| Pos. | Copiloto        | Puntos |
| ---- | --------------- | ------ |
| 1.   | Fátima Ameneiro | 80     |

### Trofeo Júnior

#### Pilotos
| Pos. | Piloto            | Puntos |
| ---- | ----------------- | ------ |
| 1.   | José Ávarez Celis | 76     |

#### Trofeo Júnior copilotos
- Sin participantes.